# 인터넷 기업인 목록
인터넷 기업가는 인터넷 기반 비즈니스의 소유자, 창립자, 또는 관리자이다.
| 이름               | 저명한 기업                                                                            |
| ------------------ | -------------------------------------------------------------------------------------- |
| 루이스 폰 안       | 듀오링고, ReCAPTCHA                                                                    |
| 폴 앨런            | 마이크로소프트                                                                         |
| 톰 앤더슨          | 마이스페이스                                                                           |
| 마크 앤드리슨      | 넷스케이프, Opsware, Mosaic, 앤드리슨 호로위츠                                         |
| 데이비드 바수츠키  | 로블록스                                                                               |
| 제프 베조스        | 아마존 (기업), 블루 오리진                                                             |
| 스티븐 게리 블랭크 | Epiphany, Inc.                                                                         |
| 세르게이 브린      | 구글                                                                                   |
| 웬들 브라운        | LiveOps, Teleo, EVoice                                                                 |
| 개릿 캠프          | 우버, 스텀블어폰                                                                       |
| 존 카맥            | 이드 소프트웨어                                                                        |
| 브라이언 체스키    | 에어비앤비                                                                             |
| 제임스 H. 클라크   | 넷스케이프                                                                             |
| 브램 코언          | 비트토렌트, CodeCon                                                                    |
| 마크 큐번          | Broadcast.com                                                                          |
| 마이클 델          | 델                                                                                     |
| 잭 도시            | 트위터, 스퀘어 주식회사                                                                |
| 파벨 두로프        | VK, Telegram                                                                           |
| 래리 엘리슨        | 오라클 (기업)                                                                          |
| 토니 퍼델          | 네스트 랩스                                                                            |
| 숀 패닝            | 냅스터, SNOCAP, Rupture, Path, Airtime.com                                             |
| 데이비드 파일로    | 야후!                                                                                  |
| 존 피셔 (기업인)   | CrowdOptic                                                                             |
| 빌 게이츠          | 마이크로소프트                                                                         |
| 궈타이밍           | 폭스콘                                                                                 |
| 폴 그레이엄        | Viaweb, 와이 콤비네이터, Hacker News                                                   |
| 존 행키            | Niantic, Ingress                                                                       |
| 마이크 해링턴      | Valve, Picnik                                                                          |
| 리드 헤이스팅스    | 넷플릭스                                                                               |
| 마화텅             | 텐센트                                                                                 |
| 애리애나 허핑턴    | 허프포스트, Thrive Global                                                              |
| 크리스 휴스        | 페이스북                                                                               |
| 채드 헐리          | 유튜브, MixBit                                                                         |
| 미겔 데 이카사     | 자마린                                                                                 |
| 스티브 잡스        | 애플, 픽사                                                                             |
| 레이쥔             | 샤오미, Amazon China                                                                   |
| 브루스터 케일      | 알렉사 인터넷                                                                          |
| 트래비스 캘러닉    | 우버, Red Swoosh, Scour Inc.                                                           |
| 자베드 카림        | 유튜브                                                                                 |
| 데이비드 카프      | 텀블러 (마이크로블로그)                                                                |
| 살만 칸 (교육인)   | 칸 아카데미                                                                            |
| 비노드 코슬라      | 썬 마이크로시스템즈, Khosla Ventures                                                   |
| 리옌훙             | 바이두                                                                                 |
| 마윈               | 알리바바 그룹                                                                          |
| 더스틴 모스코비츠  | 페이스북, Asana                                                                        |
| 맷 멀런웨그        | 워드프레스, Automattic, Akismet                                                        |
| 일론 머스크        | 페이팔, 테슬라 (기업), 스페이스X, 뉴럴링크, 솔라시티, The Boring Company, 오픈AI, Zip2 |
| 사티아 나델라      | 마이크로소프트                                                                         |
| 게이브 뉴얼        | Valve                                                                                  |
| 니시무라 히로유키  | 5채널, 니코니코 동화, 2ch.sc, 4chan                                                    |
| 피에르 오미디아    | 이베이                                                                                 |
| 래리 페이지        | 구글                                                                                   |
| 숀 파커            | 스포티파이, Plaxo, 냅스터, Causes                                                      |
| 마르쿠스 페르손    | 모장 스튜디오, 허프포스트                                                              |
| 마크 핑커스        | 징가, Tribe.net, Support.com                                                           |
| 크리스토퍼 풀      | 4chan                                                                                  |
| 존 로버츠          | SugarCRM                                                                               |
| 앤디 루빈          | Danger, 안드로이드                                                                     |
| 래리 생어          | 시티즌디움, 위키백과                                                                   |
| 에드와도 새버린    | 페이스북                                                                               |
| 애드리안 스콧      | Ryze                                                                                   |
| 존 스컬리          | Zeta Interactive                                                                       |
| 마크 셔틀워스      | Canonical, Thawte                                                                      |
| 찰스 시모니        | Intentional Software                                                                   |
| 비즈 스톤          | 트위터, Jelly                                                                          |
| 에런 스워츠        | 레딧                                                                                   |
| 케빈 시스트롬      | 인스타그램                                                                             |
| 피터 틸            | 페이팔, Palantir Technologies, Clarium Capital, Founders Fund, Valar Ventures          |
| 리누스 토르발스    | 리눅스, 리눅스 커널, 깃 (소프트웨어), Subsurface                                       |
| 지미 웨일스        | 위키백과, 팬덤 (웹사이트)                                                              |
| 맷 왓슨            | Stackify, VinSolutions                                                                 |
| 메이지 윌리엄스    | Daisie                                                                                 |
| 스티브 워즈니악    | 애플, Wheels of Zeus                                                                   |
| 다비트 얀          | ABBYY                                                                                  |
| 제리 양            | 야후!                                                                                  |
| 마크 저커버그      | 페이스북                                                                               |

## 같이 보기
- 스타트업 컴퍼니
- 비즈니스 인큐베이터